# Undanträngningseffekt (vård)
Undanträngningseffekt avser inom vården att lägre prioriterade patienter ges vård före patienter som har högre prioritet dvs ett större medicinskt behov . 

## Undanträngningseffekter och Standardiserade vårdförlopp i cancervården
Socialstyrelsen flaggade redan i ett tidigt skede om riskerna för undanträngning vid  införandet av Standardiserade vårdförlopp (SVF) inom cancervården. Det finns dock få datastudier som bevisar undanträngningseffekternas omfattning, framförallt på grund av utmaningar med att  jämföra patientdata på ett korrekt sätt. Däremot finns ett antal studier med självrapporterade uppgifter. 
Undanträngningseffekter uppges uppstå mellan patienter i olika SVF-diagnosgrupper, mellan patienter inom samma SVF-diagnosgrupp och mellan SVF-diagnosgrupper och andra patientgrupper. Några anledningar till att undanträngningseffekter uppstår uppges vara att antalet cancerdiagnostiska undersökningar ökat, den generella resursbristen inom sjukvården t ex gällande personal och förturen som ges genom de förbokade tider som många regioner erbjuder patienter som ska genomgå cancerdiagnostik . 
Undanträngningseffekter konstaterades även i den danska versionen av SVF, pakkeforløb.